# Progress in Histochemistry and Cytochemistry
Progress in Histochemistry and Cytochemistry is een internationaal, aan collegiale toetsing onderworpen wetenschappelijk tijdschrift op het gebied van de celbiologie.
De naam wordt in literatuurverwijzingen meestal afgekort tot Progr. Histochem. Cytochem.
Het wordt uitgegeven door Elsevier Science en verschijnt 4 keer per jaar.